# Tapinoma muelleri
Tapinoma muelleri este o specie de furnică din genul Tapinoma Descrisă de Karavaiev în 1926, specia este endemică în Indonezia.